# 리카르도 코르테즈

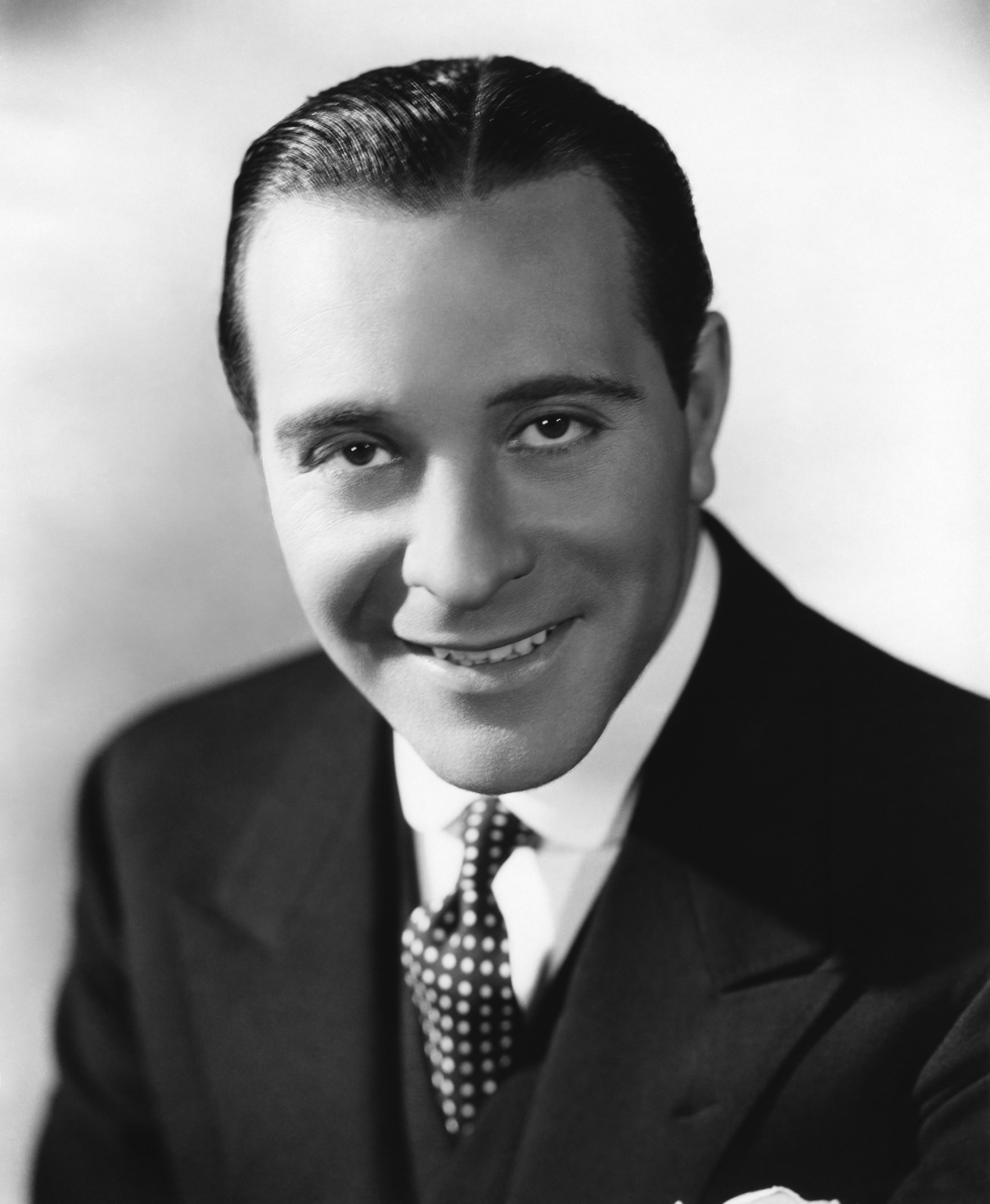

리카르도 코르테즈(Ricardo Cortez, 1900년 9월 19일 ~ 1977년 4월 28일)는 미국의 배우, 주식 중개인, 영화배우이다.
뉴욕에서 태어났으며 뉴욕에서 사망하였다.

## 영화
- 마지막 함성 (1958년)
- 멕시코의 미스테리 (1948년)
- 워킹 데드 (1936년)
- 원더 바 (1934년)
- 토치 싱어 (1933년)
- 말타의 매(영어판) (1931년)
- 몬타나 문 (1930년)